# What's Your Rupture?
What's Your Rupture?  es una compañía discográfica independiente estadounidense fundada en el 2003 por Kevin Pedersen. La discográfica se encarga de difundir artistas independientes, en la cual la mayoría son artistas de culto.
La discográfica se considera perteneciente al movimiento del DIY (Do It Yourself).
La discográfica alcanzó su reconocimiento con el grupo sueco Love Is All con su álbum debut Nine Times That Same Song del 2006 y la banda británica The Long Blondes por la realización del sencillo 12" titulado "Giddy Stratospheres".

## Algunos artistas de la discográfica
- Bodega
- Love Is All
- Parquet Courts
- Royal Headache
- The Long Blondes